# Шатлдон
Шатлдон (фр. Châteldon) насеље је и општина у централној Француској у региону Оверња, у департману Пиј де Дом која припада префектури Тјер.
По подацима из 2011. године у општини је живело 770 становника, а густина насељености је износила 27,08 становника/km². Општина се простире на површини од 28,43 km². Налази се на средњој надморској висини од 300 метара (максималној 862 m, а минималној 285 m).

## Демографија
| 1962. | 1968. | 1975. | 1982. | 1990. | 1999. | 2011. |
| ----- | ----- | ----- | ----- | ----- | ----- | ----- |
| 1.207 | 1.101 | 953   | 916   | 840   | 737   | 770   |

График промене броја становника у току последњих година